# Xã Cherokee, Quận Cherokee, Iowa
Xã Cherokee (tiếng Anh: Cherokee Township) là một xã thuộc quận Cherokee, tiểu bang Iowa, Hoa Kỳ. Năm 2010, dân số của xã này là 5.932 người.